# Replicr, 2019
replicr, 2019 è il sesto album in studio del gruppo 65daysofstatic, pubblicato nel 2019.

## Tracce
1. pretext – 2:15
2. stillstellung – 3:37
3. d|| tl | | | – 1:43
4. bad age – 4:48
5. 05|| | 1| – 0:48
6. sister – 4:23
7. gr[]v-_s – 1:21
8. popular beats – 3:01
9. five waves – 4:00
10. interference_1 – 5:22
11. []lid – 1:00
12. z03 – 4:08
13. u| || | th | r| d – 2:01
14. trackerplatz – 3:41

## Classifiche
| Classifica (2019) | Posizione raggiunta |
| ----------------- | ------------------- |
| Scozia            | 63                  |